# Convent de Sant Francesc de Paula (Castalla)
El convent de Sant Francesc de Paula és un edifici històric de la localitat de Castalla (l'Alcoià, País Valencià). Té la categoria de Bé de Rellevància Local. De tot el conjunt conventual original del segle xviii, només es conserva l'església i la porta d'accés al claustre, ubicada en un habitatge.

## Història
El convent de Sant Francesc de Paula va ser fundat el 19 de novembre de l'any 1758, als afores de la vila de Castalla. Substituïa un convent anterior de mínims, ubicat en un indret més allunyat del nucli urbà, el qual tenia el seu origen en una congregació de Pares Descalços sota l'advocació de Sant Sebastià, i que es remuntava a l'any 1574, i que els franciscans van ocupar en 1586 després d'un breu període d'abandonament. Aquest primitiu convent, que amenaçava ruïna, va ser enderrocat quan s'hi va construir el nou entre els camins d'Alacant i Petrer, en un terreny donat per Josep Amorós i Amorós.
Les obres van començar amb la construcció d'una capella provisional. Més tard, el projecte es va haver de reduir per la falta de fons a meitat dels treballs de construcció, fet que va comportar la suspensió de les obres fins que un donatiu de 18.000 lliures de Diego Bardalonga van permetre la represa. La construcció va concloure a principis del segle xix, amb l'alçament del campanar a expenses del veïnat. Un cop acabada la nova església, es va enderrocar la capella provisional de 1758.
La comunitat conventual franciscana va romandre en el nou edifici fins a l'any 1835, quan es afectat per la Desamortització de Mendizábal i passa a mans de l'Estat. En aquesta nova etapa, l'any 1872 va acollir un col·legi d'ensenyament, tancat posteriorment. El claustre va ser emprat com a quarter de la Guàrdia Civil fins a la dècada dels 70 del segle xx. Actualment, només hi resta l'església i la porta d'accés al claustre.

## L'església
L'església és una nau única de planta de creu llatina, coberta amb volta. Compta amb capelles laterals comunicades entre sí i tres crugies. La façada és senzilla, amb dos buits.
L'altra resta del convent original, la porta d'accés al claustre, està encastada en un edifici d'habitatges modern.
El campanar està reconstruït, en el seu lloc original.